# Chen Deming
Chen Deming , idioma chino: 陈德铭, Pinyin:Chén Démíng, (* Shanghái, marzo de 1949 - ) es un político chino,  desde 2007 es Ministro de Comercio de la República Popular China.

## Biografía
Chen Deming  nació en Shanghái, en marzo de 1949. En septiembre de 1974, Chen se unió al  Partido Comunista de China. Obtuvo el grado de Bachiller en Economía y luego el Doctorado en Administración por la Escuela de Negocios de la Universidad de Nankín.
Chen fue alcalde y posteriormentte Secretario del Comité del PCCh en Suzhou. Luego fue gobernador de Shaanxi del 2004 al 2006. Luego fue propuesto como miembro de la Comisión Nacional de Desarrollo y Reforma, donde desarrolló un gran trabajo en temas relacionados con la política energética en China. El 29 de diciembre de 2007 es nombrado miembro del Comité permanente de la Asamblea Popular Nacional de China